# Pier Andrea Saccardo
Pier Andrea Saccardo (Treviso, 23 aprile 1845 – Padova, 11 febbraio 1920) è stato un botanico e micologo italiano.

## Biografia

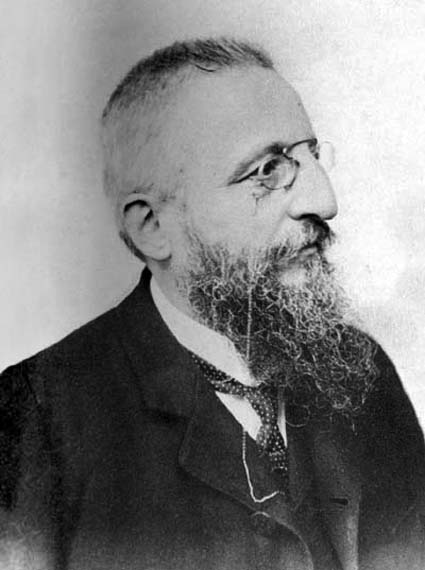
Pier Andrea Saccardo

Figlio di Francesco, ingegnere, e di Elena Vidotto, trascorse parte della sua vita a Selva del Montello, frazione di Volpago del Montello, interessandosi sin da ragazzo agli studi naturalistici ed in particolare alla botanica. Fondamentale fu la frequentazione dello zio Alessandro Saccardo, che aveva piantato un frutteto con piante etichettate provenienti dallo stabilimento Moupoil di Dolo.
Dal 1855 frequentò il ginnasio del seminario patriarcale di Venezia, trasferendosi nel 1861 a Padova per il liceo. Ma nel 1863 tornò a Treviso per potersi dedicare allo studio della flora locale.
Nel 1864 tornò a Padova per iscriversi all'Università da dove uscì laureato in filosofia nel 1867. Nonostante ciò, non aveva abbandonato i propri interessi naturalistici, tanto che già nel 1864 aveva presentato una serie di pubblicazioni intititolata Prospetto della flora trevigiana ossia enumerazione sistematica delle piante finora osservate spontanee e naturalizzate nella provincia di Treviso.
Nel 1873 scrisse il primo lavoro micologico Mycologiae Venetae Specimen, in cui descrisse 1200 specie, di cui ben 52 nuove.
Successivamente si occupò della flora micologica di tutte le regioni italiane, di quella europea ed infine di quella mondiale.
Nel 1879 gli fu conferita la cattedra di Botanica all'università di Padova, in qualità di professore ordinario.
Da quel momento indirizzò la sua attività micologica in un progetto ambizioso: stilare l'inventario di tutte le specie fungine conosciute nel mondo, elaborando un proprio schema di classificazione. Tale progetto sfociò nella pubblicazione della Sylloge fungorum omnium hucusque cognitorum (1882-1913), opera in 25 volumi per la quale fu definito "il Linneo dei funghi".
Nel 1882 pubblicò Fungi Veneti novi vel critici, in cui riportò un accurato censimento della flora micologica veneta riportando circa 1000 specie, soprattutto micromiceti, rispetto alle poche centinaia allora conosciute.
Nel 1887 pubblicò, Fungi italici autographie delineati et colorati, 1500 tavole da lui stesso realizzate, in cui riportò sia i caratteri morfologici dei funghi che i substrati su cui crescono.

## Opere
- Prospetto della Flora Trivigiana (Venezia 1864)
- Bryotheca Tarvisina (Treviso 1864)
- Della storia e letteratura della Flora Veneta (Milano 1869)
- Sommario d'un corso di botanica (Padova 1880)
- Musci Tarvisini (Treviso 1872)
- Mycologiae Venetae specimen (Padova 1873)
- Mycotheca Veneta (Padova 1874-79)
- Michelis, commentarium mycologicum (Padova 1877-1882, 2 volumi)
- Fungi italici autographie delineati et colorati (Padova 1877-1886)
- Fungi Veneti novi vel critici (1882)
- Sylloge fungorum omnium husque cognitorum (1882-1913, 25 volumi)